# Robert Varnajo
Robert Varnajo   (Curzon, 1 de maig de 1929 - La Roche-sur-Yon, 13 de febrer de 2024) va ser un ciclista francès que fou professional entre 1950 i 1963. Durant la seva carrera professional aconseguí una desena de victòries, destacant una etapa al Tour de França de 1954.

## Palmarès
- 1951
  - 1r del G.P. du Libre-Poitou
  - 1r del Circuit del Mont-Blanc
  - Vencedor de 2 etapes al Tour d'Algèria
  - Vencedor d'una etapa al Tour del Sud-oest
  - Vencedor d'una etapa al Tour del Sud-est
- 1952
  - 1r de la París-Camembert
- 1953
  - 1r del Gran Premi de França
  - 1r de la París-Bourges
- 1954
  - 1r del Circuit dels Boucles del Sena
  - Vencedor d'una etapa al Tour de França
- 1957
  - Vencedor d'una etapa de la Volta a Normandia
- 1960
  - Vencedor d'una etapa al Tour de l'Arieja
- 1961
  - 1r a Poiré-sur-Vie
- 1963
  - 3r al Campionat de Mig-fons de ciclisme en pista

## Resultats al Tour de França
- 1954. 41è de la classificació general. Vencedor d'una etapa
- 1955. Abandona (8a etapa)
- 1958. Abandona (17a etapa)